# アーデルベルク
アーデルベルク (ドイツ語: Adelberg) は、ドイツ連邦共和国バーデン＝ヴュルテンベルク州シュトゥットガルト行政管区のゲッピンゲン郡に属す町村（以下、本項では便宜上「町」と記述する）である。この町はレギオン・シュトゥットガルト（シュトゥットガルト地域、1992年まではレギオン・ミットレラー・ネッカー）およびシュトゥットガルト欧州大都市圏辺縁部に属す。1851年までこの集落はフンツホルツ (Hundsholz) と呼ばれていたが、その後近隣のアーデルベルク修道院にちなんで改名された。

## 地理

### 位置
アーデルベルクは、シュールヴァルト（森）の東部、北のレムス川と南のフィルス川との間の、海抜 334 m から 473 m に位置している。郡庁所在地のゲッピンゲンは、この町から南東に直線距離で約 8 km にある。

### 気候
年間降水量は平均 1045 mm である。これはドイツの降水量上位1/4に入る値であり、測候所の 87 % でこれより低い値が観測される。最も乾燥する月は2月、最も湿潤な月は6月（2月の1.9倍の降水量）である。降水量の変動は大きく、降水量がこれより大きな測候所は 18 % だけである。

### 隣接する町村
アーデルベルクは、東から時計回りに、ベルトリンゲン、ヴァンゲン（ともにゲッピンゲン郡）、ショルンドルフ、プリューダーハウゼン（ともにレムス＝ムル郡）と境を接している。

### 自治体の構成
自治体アーデルベルクには、アーデルベルク、アーベルベルク＝クロスター、ヘレンミューレ、ミッテルミューレ、ツァッハースミューレが含まれる。ナッサハは1971年にウーインゲンに移管された。

### 土地利用
| 用途                 | 面積 (ha) | 占有率 (%) |
| -------------------- | --------- | ---------- |
| 住宅地               | 35        | 3.7        |
| 商工業地             | 13        | 1.4        |
| レクリエーション用地 | 18        | 1.9        |
| その他市街地         | 12        | 1.3        |
| 交通用地             | 41        | 4.3        |
| 農業用地             | 205       | 21.6       |
| 森林                 | 605       | 63.8       |
| 水域                 | 15        | 1.6        |
| その他               | 5         | 0.5        |
| 合計                 | 949       | 100        |

2022年現在の州統計局のデータに基づく。

## 歴史

### 修道院と旧ヴュルテンベルク修道院アムト
アーデルベルク（1851年まではフンツホルツ）は、基本的にアーデルベルク修道院および修道院アムト（アムトは地方行政の役所を意味する）と歴史をともにしている。

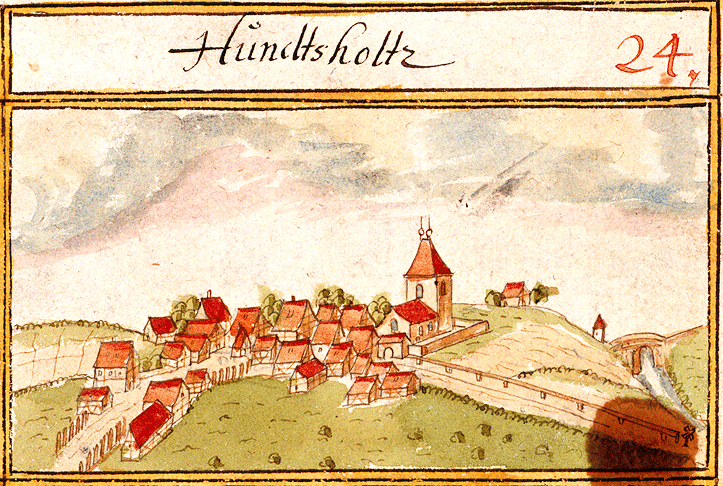
1685年にアンドレアス・キーザーの森林簿に描かれたフンツホルツ

フンツホルツは、修道院の設立財の一部であった。当初はシュタウフェン家の代官の下にあったが、14世紀に修道院と村はヴュルテンベルク領となり、1500年からシュヴァーベン帝国クライスに加わった。1535年から足場を固めた宗教改革（最終的には1565年）以後、アーデルベルク修道院アムトが創設され、旧修道院とともにその所領もこれに属すこととなった。したがってフンツホルツもこれに含まれた。修道院は、1565年にヴュルテンベルクの他の12の男性修道院とともにクリストフ・ビンダーの管理下で福音主義の修道院学校に改編され、1630年まで存続していた。ここで学んだ最も有名な学生として、1584年から1586年まで在籍したヨハネス・ケプラーがいる。この他、アーデルベルクには、ヴュルテンベルク福音主義州教会の4つの管区のうちの1つが本部を置いた。

### 19世紀以後の発展
ヴュルテンベルク王国建国後、1807年にフントホルツを含む修道院アムトの大部分はオーバーアムト・ショルンドルフに編入された。フンツホルツの町は1830年に町内の修道院の土地と修道院自体を買収した。1843年に修道院地区は形式上も合併され、1851年からアーデルベルクは「ゲザムトゲマインデ」（直訳: 総合自治体）と称した。
ナチス政権下での1938年のヴュルテンベルクの郡域再編により、現在も存続しているゲッピンゲン郡に帰属することとなった。アーデルベルクは、1945年から1952年まで、1945年にアメリカ管理地区に創設されたヴュルテンベルク＝バーデン州に属した。この町は。1952年に新設されたバーデン＝ヴュルテンベルク州に属すこととなった。

### 自治体分離
1971年9月1日、当時200人以上が住んでいた地区が隣接するウーヒンゲンに移管された。

## 住民

### 人口推移
| 時点           | 人口（人） |
| -------------- | ---------- |
| 1525年         | 250        |
| 1721年         | 350        |
| 1769年         | 403        |
| 1851年         | 850        |
| 1907年         | 808        |
| 1912年         | 705        |
| 1939年05月17日 | 761        |
| 1946年         | 1,112      |
| 1950年07月13日 | 1,223      |
| 1961年06月06日 | 1,219      |
| 1970年05月27日 | 1,505      |
| 1983年12月31日 | 1,646      |
| 1987年05月25日 | 1,710      |
| 1991年12月31日 | 1,957      |
| 1995年12月31日 | 2,091      |
| 2000年12月31日 | 2,041      |
| 2005年12月31日 | 2,042      |
| 2010年12月31日 | 2,006      |
| 2015年12月31日 | 1,956      |
| 2020年12月31日 | 1,989      |

出典: 1961年以降の数値はバーデン＝ヴュルテンベルク州統計局による。

## 行政

### 行政連合
アーデルベルクは、ビレンバッハ、ベルトリンゲン、レヒベルクハウゼンとともに、自治体行政連合「エストリヒャー・シュールヴァルト（東シュールヴァルト）」を形成している。本部はレヒベルクハウゼンにある。

### 首長
2010年6月からカルメン・マールクヴァルトが町長を務めている。彼は2010年3月15日の選挙で、60.7 % の支持票を獲得して、当時現職のヴォルフ＝ディーター・ヘルマンに勝利した。

### 議会
アーデルベルクの町議会は、町長と10人の議員で構成される。

### 紋章と旗
図柄: 金地と黒地に上下二分割。上部には左（向かって右）向きに跳ねるイノシシ、下部には右（向かって左）向きに跳ねるイヌが、反対側の地色で描かれている。
紋章の由来: イノシシは、かつてのアーデルベルク修道院の紋章から採られた。イヌ (ドイツ語: Hund) はかつての町名フンツホルツ (Hundsholz) に由来する。アーデルベルクの町の色は黒 - 黄色である。
紋章と旗は、1959年4月7日に公式に認可された。

### 姉妹自治体
- リヒテンシュタイク（ドイツ語版、英語版）（スイス、ザンクト・ガレン州）

## 経済と社会資本
アーデルベルクはシュトゥットガルト大都市圏辺縁部に含まれる。

### 交通
アーデルベルクは、州道1147号線によって、レヒベルクハウゼンおよびショルンドルフのオーバーベルケン市区と結ばれている。レギオナル・ブス・シュトゥットガルト（直訳: シュトゥットガルト地方バス）の260号路線（ゲッピンゲン - ショルンドルフ）がアーデルベルクの公共旅客近郊交通手段である。1912年から1962年までは、アーデルベルクから 4 km の場所にホーエンシュタウフェン鉄道のアーデルベルク＝ベルトリンゲン駅が営業していた。

### 教育
アーデルベルクには基礎課程学校がある。上級の学校は近隣市町村にある。

### 工業
最大の工業系企業で、最大の雇用主（650人を雇用）が ERNIエレクトリニクス社である。ERNI は、たとえば自動車産業などのための工業用コネクタを製造しており、工業地区の製造所の他に、他の部署も町内に存在している。

## 文化と見所

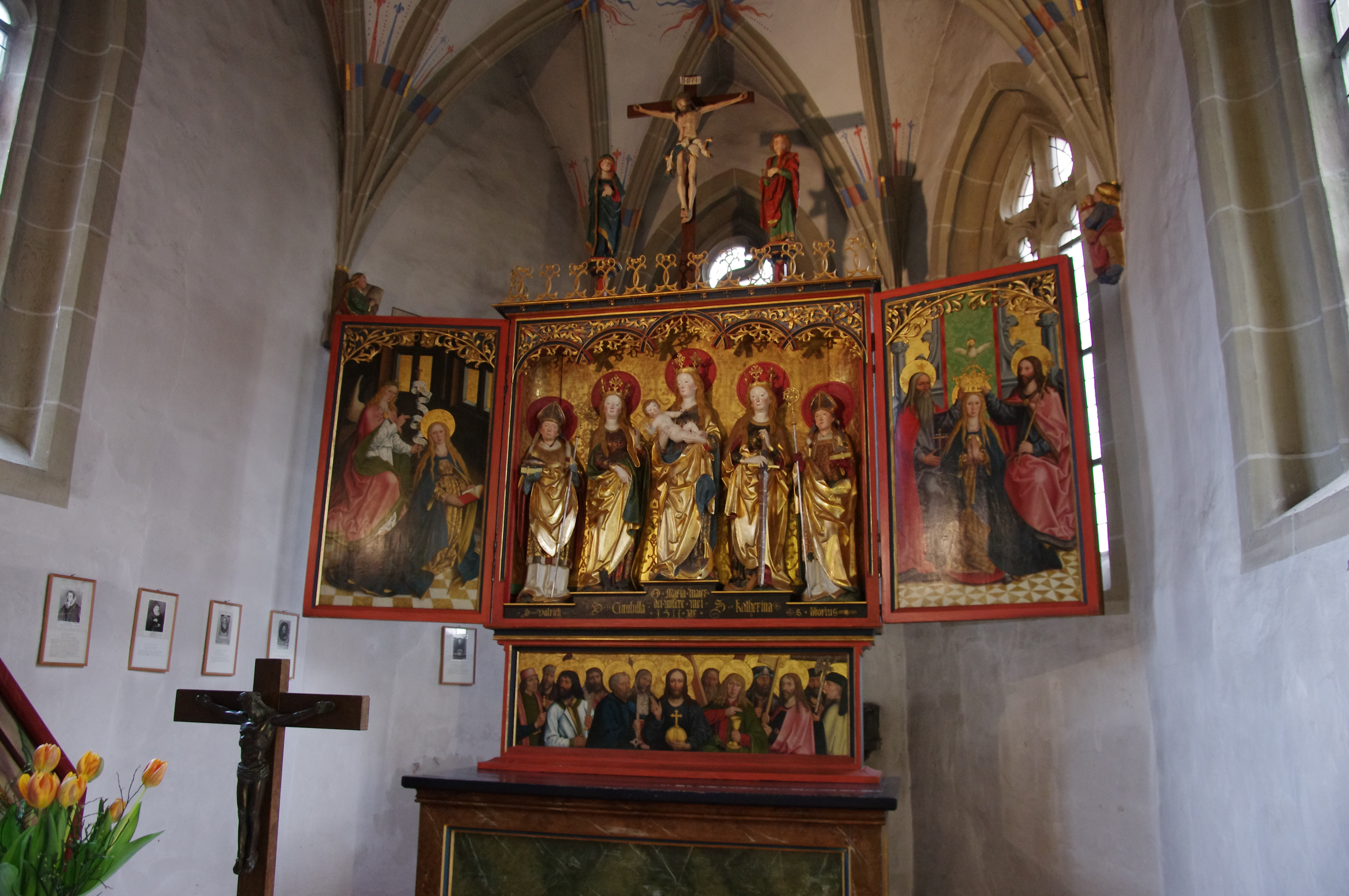
ウルリヒ礼拝堂の主祭壇

### 建築
- 修道院の福音主義ウルリヒ礼拝堂にある、バルトロメウス・ツァイトブロム（ドイツ語版、英語版）の板絵がある主祭壇は、2010年3月にバーデン＝ヴュルテンベルク文化財協会によって文化財に指定された。
- 現在はゲッピンゲン教会管区アーデルベルク福音主義教会[6]の教区教会となっている村の教会は、1490年から93年に建設された建物で、やはりツァイトブロム工房の作品と推定されるプレデラを有している。ステンドグラスは1972年に制作され、内陣の5枚の窓の中央は「闇に射す光」を表現している。アーデルベルクの芸術家エルンスト・ルッツ（1941年 - 2008年）による受難シリーズ絵画は、自治体からの長期貸し出し作品として教会内に掲げられている。

### 博物館
- 修道院の博物館

### 年中行事
- アーデルベルクの歴史の午後
- アーデルベルク修道院野外演劇祭

## 関連図書
- Martin Zeiller (1643). “Adelberg”. In Matthäus Merian. Topographia Sueviae. Topographia Germaniae. Band 2 (1 ed.). Frankfurt am Main: Matthaeus Merian. p. 4
- Handbuch der Deutschen Kunstdenkmäler. Baden-Württemberg I. München: Deutscher Kunstverlag. (1993). ISBN 978-3-422-03024-4
- Gemeinde Adelberg (1992). Adelberg – eine Bilddokumentation. Adelberg
- Karl Kirschmer (1964). Chronik von Adelberg, Hundsholz und Nassach. Göppingen
- Max Miller, Gerhard Taddey, ed (1980). Handbuch der historischen Stätten Deutschlands. Band 6: Baden-Württemberg. Kröners Taschenausgabe. Band 276 (2 ed.). Stuttgart: Kröner. ISBN 978-3-520-27602-5
- Walter Ziegler; Richard Vollmer (1985). Kloster Adelberg, Landkreis Göppingen, Dekanat Schorndorf. Adelberg